# 澳大利亚公民
澳大利亚公民（英語：Australian citizens）亦被稱為澳大利亚國民（英語：Australia nationals）、澳洲人（英語：Aussie）、澳大利亞人，是澳大利亚國籍的身份擁有人，该身份是由澳大利亚聯邦法律所賦予。

## 憲法規定的公民義務與權利

### 義務
- 18歲以上的成年公民的義務選舉權（其中包括被選舉權，以及全民公決，選舉權是每一個成年公民的義務）
- 有義務成為陪審團的一員（任何成年公民都有可能被選進陪審團，一旦被選中必須要接受要求）
- 必要時保衛澳大利亚（任何成年公民都有義務在國家受到危險時保衛國家）

### 權利
- 賦予每一個公民參加聯邦、州或領地，全民公投的的投票選舉權力。
- 申請加入澳大利亚國防軍，政府機要部門，以及其他公眾服務機構工作的權力。
- 參加議員選舉。
- 申請澳大利亚護照，并自由出入澳大利亚以及以免簽證訪問世界上大約188個國家和地區的權利。
- 在海外時可以向澳大利亚政府以及外交官尋求幫助。
- 將海外出生的孩子登記为根據血緣關係而取得國籍的澳大利亚公民。

## 取得公民資格
任何人士在申請澳大利亚公民資格前必須要先成為澳洲永久性居民，并曾以任何合法簽證在澳大利亚本土至少連續居住滿四年時間、其中至少有一年是持有澳大利亚永久居民簽證。
在滿足時間要求后，永久居民簽證持有者可以在任何州或是澳大利亚駐外使領館報名申請入籍考試。考試分為面試和機試兩個部份，通過考試后將會有一個等待聯邦移民部確定的過程。一旦資格被確認，即會被提供一個入籍儀式的時間，在儀式上宣誓后方自法律上成為澳大利亚公民。
根據聯邦法律的規定，任何非出生在本土的公民在歸化為澳大利亚公民后，澳大利亚永久居民資格會自動喪失。此外，澳大利亚亦是允許多重國籍的國家，聯邦法律規定澳大利亚公民可以自由選擇保留并使用其他國家的護照，但身為澳洲公民在澳大利亚边境口岸出入境則必須使用澳大利亚護照。